# Charles Peaucellier
Charles Nicolas Peaucellier (1832 - 1919) est un ingénieur et officier français, connu pour avoir inventé le premier mécanisme plan transformant un mouvement circulaire en mouvement exactement rectiligne.

## Biographie

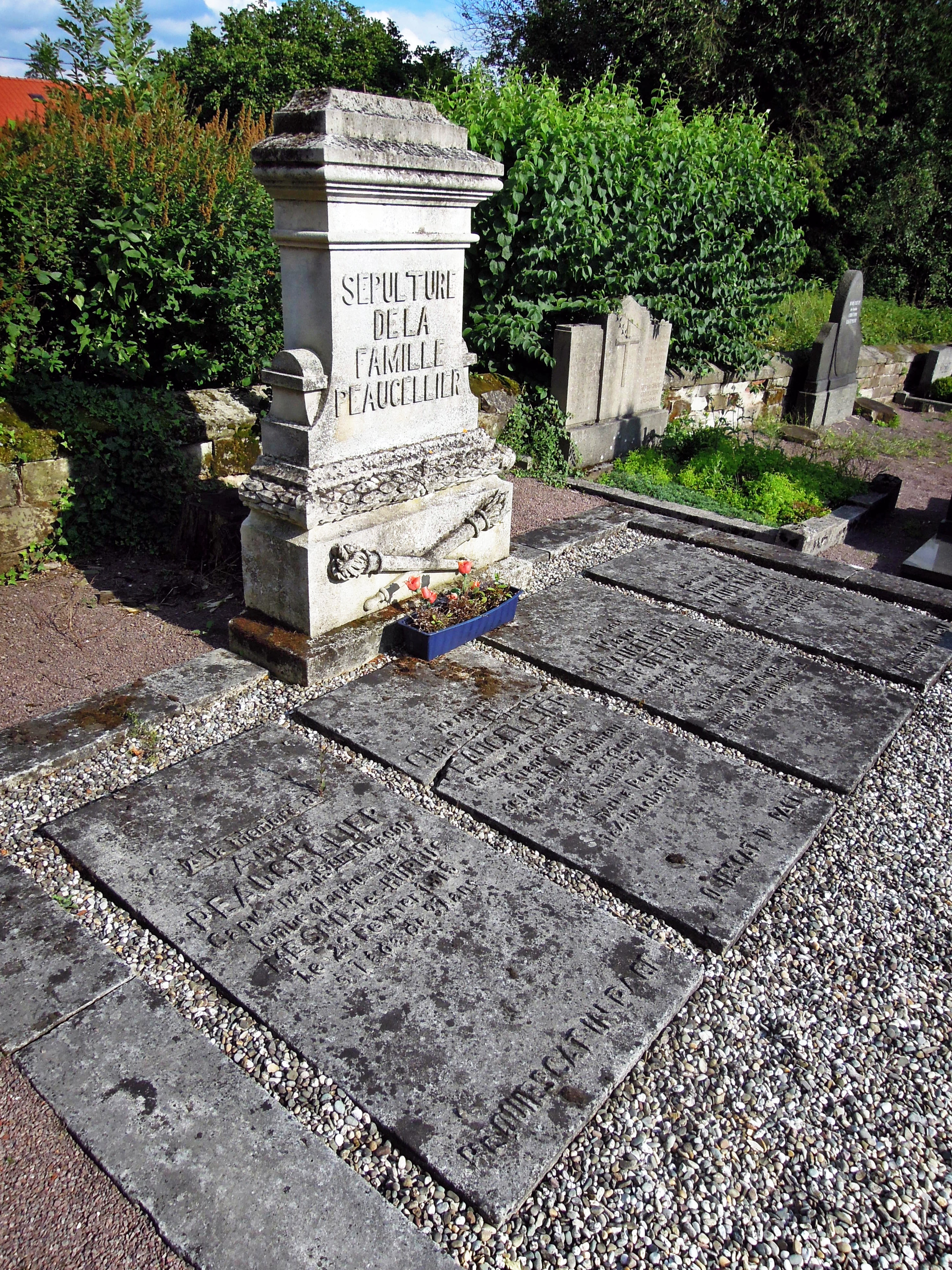
Tombe de Charles Peaucellier à Vaudrevange depuis 1929.

Peaucellier nait le 16 juin 1832 à Sarrelouis, en Rhénanie prussienne (actuellement dans la Sarre en Allemagne).
Diplômé de l'école Polytechnique (promotion 1850), il fait carrière dans l'armée française comme officier du génie. Il atteint le grade de général de division en 1888 et est élevé au grade de grand officier de la légion d'honneur le 26 décembre 1894.
Il meurt à Paris en 1919. Entre 1919 et 1929, il est enterré dans la crypte de la famille Defrance à Dillingen, dans la Sarre. Depuis 1929, il est inhumé à Vaudrevange.

## Mécanisme

Animation du dispositif.

En 1864, Peaucellier, dans une courte lettre adressée à la rédaction des Nouvelles annales de mathématiques, montre l'intérêt de ce qu'il appelle « compas composites », un type de mécanisme qui comprend le parallélogramme de Watt, le pantographe, et le planimètre polaire. Il signale qu'il a découvert un mécanisme de ce genre permettant de tracer exactement une droite, un arc d'un cercle dont le centre est inaccessible et toutes les sections coniques. Ce mécanisme est un dispositif plan permettant de transformer un mouvement rectiligne en mouvement circulaire, et vice-versa. Ce mécanisme est basé sur le principe mathématique de l'inversion d'un cercle. Il en explicite la construction en 1868,, et donne en 1873 une démonstration inspirée par les travaux de son collègue Amédée Mannheim (1831-1906). Redécouvert indépendamment par le lituanien Lipman Lipkin en 1871, il est nommé dispositif de Peaucellier-Lipkin.
Améliorant de façon significative le parallélogramme de Watt, datant de 1784 et ne réalisant la transformation qu'approximativement, le nouveau mécanisme est très rapidement appliqué à la locomotive ferroviaire à vapeur.